# Ульм (свободный имперский город)
Свободный имперский город Ульм (нем. Freie Reichsstadt Ulm) — свободный имперский город Священной Римской империи. Располагался на левом берегу Дуная, в плодородной равнине у подножия Швабского Альба.

## История
Ульм впервые упоминается в 854 году как одна из резиденций восточно-франкских королей. В период правления династии Каролингов город несколько раз являлся местом проведения имперских собраний. Ставший городом в 1027 году, Ульм получил важное значение для герцогства Швабия, в состав которого вошёл в XI веке. В 1098—1181 годах город являлся частью владений императоров Священной Римской империи
Хотя город был сожжён Генрихом Львом[когда?], Ульм вскоре был восстановлен и в 1155 году (по иным данным — в 1181 году) получил статус вольного имперского города. К концу периода Средневековья город играл ведущую роль в рамках Швабского союза городов (конец XIV века) и швабской лиги (XV век). 
Процветание города в сферах торговли и коммерции достигло своего пика в XV веке, когда площадь города составляла 720 км², а население — около 60 000 человек. В XV—XVI веках Ульм стал центром торговли тканями и вторым по величине имперским городом после Нюрнберга. В 1530 году городской совет Ульма принял решение о принятии протестантизма; после окончания религиозных войн город несколько уменьшился в своих размерах.
3 июля 1620 года в Ульме был заключён мирный договор между членами Католической лиги и Евангелической унии. В 1647 году в Ульме было подписано новое перемирие между участниками Тридцатилетней войны.
В 1802 году в результате германской медиатизации Ульм потерял статус свободного имперского города и перешёл в состав Баварского курфюршества, однако в 1810 году был передан Королевству Вюртемберг. В октябре 1805 года под Ульмом генерал Карл Мак фон Лейберих во главе 23-тысячной австрийской армии капитулировал перед Наполеоном.
В немецкой литературе Ульм известен как место, где культура мейстерзингеров задержалась дольше всего, сохраняя традиционные фольклор и ремесло поэтов-певцов.